# Clearlake (California)
Clearlake es una ciudad ubicada en el condado de Lake, en el estado estadounidense de California. Según el censo del año 2008 tenía una población de 15.040 habitantes y una densidad poblacional de 477.9 personas por km².

## Geografía
Según la Oficina del Censo, la ciudad tiene un área total de 27.5 km² (10.6 sq mi), de la cual 26.4 km² (10.2 sq mi) es tierra y 1.1 km² (0.4 sq mi) (4.05%) es agua.

## Demografía
Según el censo del año 2000, los ingresos medios por hogar en la localidad eran de $19.863 y los ingresos medios por familia eran $25.504. Los hombres tenían unos ingresos medios de $24.694 frente a los $18.207 para las mujeres. La renta per cápita para la localidad era de $12.538. Alrededor del 23.5% de las familias y del 28.6% de la población estaban por debajo del umbral de pobreza.